# Ministère de la Culture, des Arts et du Tourisme
Le ministère de la Culture, des Arts et du Tourisme est un ministère du gouvernement au Burkina Faso.

## Description

### Siège
Le ministère chargé de la culture, des arts et du tourisme a son siège à Ouagadougou. 

### Attributions
Le ministère est chargé des arts et de la culture.

### Ministres
L'actuel ministre de la Communication, de la Culture, des Arts et du Tourisme est Gilbert Pingdwende Ouédraogo, depuis le 8 décembre 2024. Il remplace Jean Emmanuel Ouédraogo qui a assuré ce rôle depuis le 25 octobre 2022..